# 79 Кита b
79 Кита Б — экзопланета у звезды 79 Кита, была открыта методом доплеровской спектроскопии. Планета стала первой обнаруженной, наряду с планетой HD 46375 b, у которой масса была меньше массы Сатурна. По классификации Сударского, планета предположительно относится к III классу и практически лишена облаков.
Звезда 79 Кита — жёлтый субгигант с 1 массу Солнца, который более чем вдвое ярче Солнца. Звезда находится на стадии начала горения гелия и скоро превратится в красный гигант. Орбита планеты имеет заметный эксцентристет, расстояние планеты в перигелии почти вдвое ближе чем в афелии (0,3 и 0,55 а. е.).

## Характеристики планеты
- Масса: Минимальная масса  составляет около 0,25 массы Юпитера.
- Орбита: имеет орбитальный период около 75,5 дней и эксцентриситет орбиты 0,252.
- Класс: По классификации Сударского,  предположительно относится к III классу и практически лишена облаков.